# ADL-hond

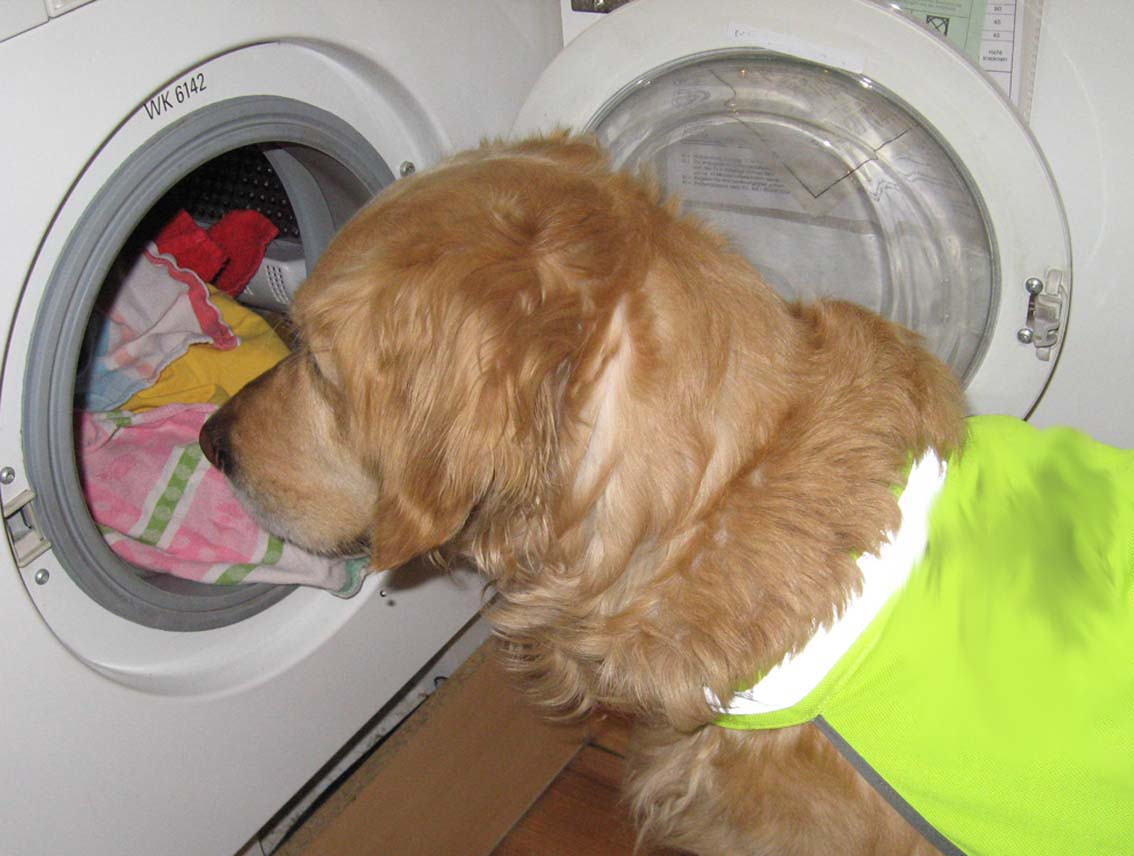
Een hulphond haalt de was uit een wasmachine

Een ADL-hond behoort tot de categorie assistentiehonden die speciaal zijn geselecteerd en getraind om mensen met een lichamelijke beperking te assisteren bij allerlei handelingen in het dagelijks leven. De afkorting ADL staat voor algemene dagelijkse levensverrichtingen.
Zo kan deze hulphond bijvoorbeeld deuren open doen, een liftknop bedienen, het licht aandoen, kledingstukken uittrekken en dingen van de grond oprapen. Op die manier biedt de hond zijn baas praktische hulp. De eigenaar van de hond wordt daardoor minder afhankelijk van zijn omgeving en dus een stuk zelfstandiger. Het is aangetoond dat door het gebruik van een hulphond de menselijke zorg met 70% kan verminderen.
Voor de ADL-hond worden meestal de golden retriever, labrador-retriever of een mix van deze beide rassen gebruikt. Ook de flat-coated retriever is een goede hulphond, alhoewel het iets langer duurt om hem op te leiden. Tegenwoordig is men ook met andere rassen aan het werk, zoals de Duitse herder en de witte herder.